# Sekai-ichi Hatsukoi
Sekai-ichi Hatsukoi: Onodera Ritsu no Baai (яп. 世界一初恋 ～小野寺律の場合～ Сэкайити хацукои Онодэра Рицу но баай, «Лучшая в мире первая любовь: Обстоятельства Рицу Онодэры») — яойная манга, написанная и проиллюстрированная Сюнгику Накамурой и публикующаяся с 2008 года издательством Kadokawa Shoten. Манга лицензирована к изданию в США.
По рейтингу New York Times от 2 августа 2015 года Sekai-ichi занимает 1 место среди изданий манги в США.
По сюжету произведения компания Studio Deen под руководством Тиаки Кон начала съёмки аниме. Первая серия OVA была выпущена 22 марта 2011 года вместе с пятым томом манги; с апреля по июнь 2011 года транслировался аниме-сериал. Второй сезон транслировался с октября по декабрь того же года.

## Сюжет
Литературный редактор Рицу Онодэра устраивается на работу в конкурирующую с издательством его отца фирму «Марукава», в которой вынужден заниматься непривычной для себя редактурой манги. Новая должность осложнена тем, что начальником Рицу оказывается его первая любовь — Масамунэ Сага, после развода родителей поменявший фамилию на Такано, из-за чего Рицу не сразу узнаёт бывшего возлюбленного. Желая доказать собственный профессионализм, Онодэра берется редактировать то, что он раньше никогда даже не брал в руки — сёдзё-мангу. Рицу хочет доказать, что способен сам чего-то достичь. В результате молодой человек вновь оказывается втянут в отношения, о которых пытался забыть 10 лет.
В истории несколько сюжетных линий (всех героев объединяет одно — это их первая настоящая любовь):
1. Рицу Онодэра + Масамунэ Такано.
Новый начальник — Масамунэ Такано (глава отдела «Изумруд», главред), не спускает с Рицу глаз. Ещё в школьные годы Онодэра сам признался ему в любви, но после усмешки Масамунэ в ответ на вопрос: «Мы ведь встречаемся?» — Рицу сбегает. Он уезжает учиться за границу и лечит разбитое сердце. Но спустя 10 лет они снова встречают друг друга в издательстве «Марукава». Такано твёрдо намерен не отпускать Рицу.
2. Сёта Киса + Ко Юкина.
Сёта (редактор в издательстве «Марукава», коллега Рицу) любит свою работу, но она занимает почти всё его время. Его личная жизнь — это редкие встречи на одну ночь со случайными знакомыми из бара. Кисе нравятся только красавчики, такие, как продавец в книжном магазине Юкина, похожий на принца из сёдзё-манги: красивый, умный, добрый, всепонимающий.
3. Тиаки Ёсино + Ёсиюки Хатори.
Тиаки (мангака издательства «Марукава») рисует мангу для девушек (под псевдонимом Тихару Ёсикава). Он беспомощен, не умеет вести хозяйство и не разбирается в людях. Он не замечает, что оба его лучших друга влюблены в него: Ю Янасэ помогает ему рисовать мангу, но скрывает свои чувства под вечной улыбкой, а Хатори — редактор Тиаки, заботится о нём (подробно их история рассказана в серии ранобэ Sekai-ichi Hatsukoi: Yoshino Chiaki no Baai).
4. Такуфуми Ёкодзава (близкий друг Такано, безответно влюблённый в него) + Дзэн Кирисима (друг Ёкодзавы)
О развитии отношений Такафуми и Дзэна можно прочитать в серии ранобэ Sekai-ichi Hatsukoi: Yokozawa Takafumi no Baai. В марте 2015 вышла экранизация первого тома истории
5. Рюитиро Исака (один из директоров, сын главы издательства «Марукава») + Каору Асахина (его секретарь).
О развитии отношений Исаки и Асахины также можно узнать в отдельной манге — JUNJOU MISTAKE («Чистая ошибка» или «Наивное заблуждение»).

## Персонажи
- Рицу Онодэра (яп. 小野寺 律 Онодэра Рицу) — главный герой, 25 лет. Несколько лет учился за границей и после возвращения в Японию имел трудности с поиском работы. В конце концов, он устраивается редактором манги, к которой безразличен, в компанию «Марукава». Там он встречает своего бывшего парня, Масамунэ Такано, с которым расстался прямо перед поездкой за границу.

Сэйю — Такаси Кондо
- Масамунэ Такано (яп. 高野 政宗 Такано Масамунэ) — руководитель Рицу, 27 лет. Повстречал Онодэру, когда учился в старших классах. Понял, что тот влюблён в него и, решив поразвлечься, принял его чувства и стал с ним встречаться. Позже он действительно влюбился в Онодэру, но его поведение говорило об обратном, отчего Рицу и бросил его. Масамунэ пытался его отыскать и выяснил, что у того есть невеста, и он уехал за границу. Поступив в университет, Такано вёл разгульный образ жизни — напивался, спал со всеми подряд, вёл себя неподобающим образом. Встал на путь исправления, познакомившись с Ёкодзавой: некоторое время они были любовниками, но потом расстались, договорившись, что будут просто друзьями (при этом кошку Такано Ёкодзава забрал себе, так как посчитал, что он не в состоянии о ней позаботиться, если не может даже заботиться о самом себе). По рекомендации Ёкодзавы стал работать в издательстве «Марукава», где поднял на ноги отдел сёдзё-манги и стал главным редактором. Встретив Рицу снова, решил во что бы то ни стало вернуть его. Любит Онодэру и утверждает, что не переставал любить все эти 10 лет (говорит, что Онодэра — его первая любовь). Пресекает попытки необоснованной критики Ёкодзавы в сторону Рицу.

Сэйю — Кацуюки Кониси
- Такафуми Ёкодзава (яп. 横澤 隆史 Ёкодзава Такафуми) — лучший друг Такано, с которым познакомился в университете, ему 27 лет. Имеет отвратительный характер, из-за которого его недолюбливают на работе. Хорошо ладит только с Такано, хотя и не упускает возможности накричать на него. Он помог Масамунэ справиться с непростым периодом в жизни после того, как того бросил Онодэра, и даже в него влюбился. Заботится о его кошке Сорате. Ненавидит Рицу из-за того, что тот сделал с Такано. Выступает против отношений друга с Онодэрой, говорит, что это не приведёт ни к чему хорошему, и сильно бесится из-за того, что Такано и Рицу снова стали любовниками.

Сэйю — Кэнъю Хориути
- Сёта Киса (яп. 木佐 翔太 Киса Сё:та) — редактор в издательстве «Марукава», 30 лет, хотя выглядит намного моложе. Работает в одном отделе с Рицу и Такано. Однажды ему приглянулся Юкина, продавец в книжном магазине, и он стал часто туда приходить, чтобы просто посмотреть на него. Но затем они встретились в кафе, и в тот момент, когда он думал, что такой человек, как он, никогда не сможет заинтересовать такого, как Юкина, тот его поцеловал, прикрывшись альбомом для рисования. Шокированный, Киса сбежал из кафе. Позже, получив имэйл от Юкины, договорился с ним встретиться и увидел, что у того есть абсолютно вся манга, которую он редактировал. Поняв, что Юкина знает, зачем он приходил в магазин каждый день, стал оправдывать свою ориентацию и говорить, что никогда бы не посмел претендовать на что-либо, после чего неожиданно получил признание в любви от Юкины. Сначала не хотел встречаться с ним, так как думал, что Юкина неправильно понял свои чувства, но, переспав с ним, всё же решил завязать отношения и понял, что Юкина — его первая настоящая любовь.

Сэйю — Нобухико Окамото
- Ко Юкина (яп. 雪名 皇 Юкина Ко:) — студент, подрабатывающий в книжном магазине. Там он встретился с Кисой, который редактирует его любимую мангу. Узнав об этом, пришёл в восторг. Позднее признался ему в любви и стал с ним встречаться.

Сэйю — Томоаки Маэно
- Тиаки Ёсино (яп. 吉野 千秋 Ёсино Тиаки) — мангака издательства «Марукава», публикуется под женским псевдонимом «Тихару Ёсикава» и рисует сёдзё-мангу, ему 28 лет. Раньше рисовал для другого издательства, но был переманен в «Марукаву» Хатори, который и стал его редактором. Дружит с последним ещё с детства, часто ночует у него дома. Встречается с Хатори и говорит, что никогда не позволил бы кому-либо проделывать с ним разные вещи (гомосексуальные половые связи) кому-то другому. Говорит, что спать на его кровати Хатори намного удобнее. Как мангака, часто задерживает работу и постоянно получает за это выговоры. Кроме Хатори в него влюблён ещё один его друг. Сперва Тиаки не отвергает его, но позже жестоко отталкивает приставания Ю.

Сэйю — Синносукэ Татибана
- Ёсиюки Хатори (яп. 羽鳥 芳雪 Хатори Ёсиюки) — заместитель Такано в отделе «Изумруд», редактор самого продаваемого мангаки Тиаки Ёсино, ему 28 лет. Часто серьёзен и молчалив. Ещё со школы влюблён в Ёсино и готов ради последнего на всё: встречается с ним и даже не против, если Тиаки живёт у него. Считает, что партнёр не совсем правильно относится к их отношениям, так как порой забывает о том, что они ещё и любовники, и провоцирует Хатори[7].

Сэйю — Юити Накамура
- Ю Янасэ (яп. 柳瀬 優 Янасэ Ю) — помощник и друг Тиаки. Влюблен в него и борется за него даже тогда, когда Тиаки начинает встречаться с Хатори. Ненавидит Хатори, но из-за Тиаки они притворяются друзьями. На день рождения Тиаки они вместе поехали на горячие источники, Тиаки бросил его там одного, потому что забыл об этом дне и хотел провести его с Хатори. Был обижен на Тиаки и после признался ему в своих чувствах. Не был отвергнут сразу, поэтому пошел на крайние меры, но этого Тиаки не выдержал и грубо оттолкнул его.

Сэйю — Хироси Камия
- Рюитиро Исака (яп. 井坂 龍一郎 Исака Рю:итиро:) — главный исполнительный директор издательства «Марукава». Как и Онодэра, он сын хозяина издательства, но вместо того, чтобы перейти в другое, он остался в издательстве отца и доказал всем, что получил свою должность заслуженно, но после того, как «Марукаву» передали ему, он разленился и перестал серьёзно относиться к делам. Когда семья Асахины попала в беду и ему пришлось дружить с Каору, он понял, что хочет защищать его, а позже влюбился в него. Всю жизнь был уверен, что Каору влюблен в его отца, поэтому думал, что его чувство безответно, но никак не мог отказаться от своей влюбленности. Позже, не выдержав постоянной заботы и присутствия любимого рядом, он целует Каору, в результате получает отказ (как ему кажется). Но даже после этого он не может сдаться и все равно пытается удержать Каору возле себя.

Сэйю — Тосиюки Морикава
- Каору Асахина  (яп. 朝比奈 薫 Асахина Каору) — секретарь Рюитиро Исаки. Его отец обанкротился и хотел покончить жизнь самоубийством, захватив с собою свою семью, но ему это не удалось. Отец Рюитиро помог им, поэтому Каору восхищается им и уважает, что было неправильно понято Рюитиро. В детстве, после аварии, у него было ранены не только тело, но и сердце, и когда Рюитиро подарил ему цветок, он влюбился в него. Но так же, как и Рюитиро, Каору был уверен, что его любовь безответна. Он продолжал любить Рюитиро на протяжении долгих лет и заботиться о его подарке — цветке. После поцелуя подумал, что Рюитиро узнал о его чувствах и насмехается над ним, поэтому захотел переехать, но не выдержал чрезмерного внимания Рюитиро и признался ему.

## Медиа-издания

### OVA
Серия в формате OVA вышла в качестве бонуса к эксклюзивному изданию пятого тома манги Sekai-ichi Hatsukoi: Onodera Ritsu no Bai.
| 1 | Sekai-ichi Hatsukoi | 22 марта 2011 года |
| Заснувшему на работе Рицу Онодэре снится странный сон, в котором он, будучи школьником, встречает в библиотеке Масамунэ Такано (его нынешнего босса) и влюбляется в него, но не решается открыть ему свои чувства. Спустя три года он всё же решается признаться ему в любви, и тот неожиданно приглашает его к себе домой, где занимается с ним любовью. Проснувшемуся юноше Такано говорит, что у него во время сна было довольное выражение лица. |                     |                    |

### Аниме-сериал (1 сезон)
| № серии | Название серии                                      | Трансляция в Японии   |
| ------- | --------------------------------------------------- | --------------------- |
| 1       | First Impressions Are the Most Lasting              | 8 апреля 2011 года    |
| 2       | A man has free choice to begin love but not end it. | 15 апреля 2011 года   |
| 3       | In love there is both dotage and discretion.        | 22 апреля 2011 года   |
| 4       | Adversity makes a man wise.                         | 29 апреля 2011 года   |
| 5       | Love is lawless.                                    | 6 мая 2011 года       |
| 6       | Go to the sea, if you would fish well.              | 13 мая 2011 года      |
| 7       | Coming events cast their shadows before them.       | 20 мая 2011 года      |
| 8       | Looks breed love.                                   | 27 мая 2011 года      |
| 9       | The die is cast.                                    | 3 июня 2011 года      |
| 10      | Absence makes the heart grow fonder.                | 10 июня 2011 года     |
| 11      | It never rains but it pours.                        | 17 июня 2011 года     |
| 12      | After a storm comes a calm.                         | 24 июня 2011 года     |
| 12.5    | The querel of lovers is the renewal of love.        | 27 сентября 2011 года |

### Аниме-сериал (2 сезон)
| № серии | Название серии                                                        | Трансляция в Японии  |
| ------- | --------------------------------------------------------------------- | -------------------- |
| 1       | A good beginning makes a good ending.                                 | 8 октября 2011 года  |
| 2       | One cannot love and be wise.                                          | 15 октября 2011 года |
| 3       | Lingering love breeds mistake.                                        | 22 октября 2011 года |
| 4       | Delay in love is dangerous.                                           | 29 октября 2011 года |
| 5       | Follow Love and It Will Flee Thee, Flee Love and It Will Follow Thee. | 5 ноября 2011 года   |
| 6       | Love is without reason.                                               | 12 ноября 2011 года  |
| 7       | Actions speak louder than words.                                      | 19 ноября 2011 года  |
| 8       | Love and envy make a man pine.                                        | 26 ноября 2011 года  |
| 9       | Love is blind.                                                        | 3 декабря 2011 года  |
| 10      | Love goes never without fear.                                         | 10 декабря 2011 года |
| 11      | Love makes the world go round.                                        | 17 декабря 2011 года |
| 12      | Love is a Bitter-Sweet.                                               | 24 декабря 2011 года |

## Критика
| Зрительский рейтинг                  | Зрительский рейтинг                  | Зрительский рейтинг                  |
| (на 19 августа 2015 года, для аниме) | (на 19 августа 2015 года, для аниме) | (на 19 августа 2015 года, для аниме) |
| ------------------------------------ | ------------------------------------ | ------------------------------------ |
| Сайт                                 | Оценка                               | Голосов                              |
| Anime News Network                   | · ссылка                             | 826                                  |
| AniDB                                | · ссылка не указана                  | 449                                  |
| IMDb                                 | · ссылка                             | 211                                  |

Сайт Baka-Updates Manga дает манге оценку 8,8 из 10 по результатам голосования 713 человек. Зрительский рейтинг на WorldArt дает аниме оценку 8,6 из 10 по опросу 506 человек.
Sekai-ichi Hatsukoi стало второй по успеху историей Сюнгику Накамуры. По рейтингам продаж New York Times Sekai-ichi на сегодняшний день занимает 1 место среди изданий манги в США. Произведения мангаки даже стали материалом исследования американских литературоведов в книге Mangatopia: Essays on Manga and Anime in the Modern World.
Персонажи Sekai-ichi Hatsukoi живут в том же мире, что и герои манги Junjou Romantica. К примеру, Акихико Усами печатается в издательстве «Марукава», а привёл его туда Рюитиро Исака. А позже и Мисаки начинает там работать (его можно заметить, например, во 2 главе 10 тома манги). Также рассказывается, что главный герой когда-то был агентом известного писателя. В 6 серии аниме упоминается, что этим писателем был Акихико Усами. Его же можно увидеть в кадрах первых серий аниме, в воспоминаниях Онодэры о прошлой работе.